# Tapety Júnior
José Nogueira Tapety Júnior (Oeiras, 14 de janeiro de 1933) é um médico e político brasileiro que foi deputado federal pelo Piauí.

## Dados biográficos
Filho de José Nogueira Tapety e Maria Salomé de Freitas Tapety. Formado em Medicina pela Faculdade de Ciências Médicas da Universidade de Pernambuco em 1962 com especialização em Saúde Pública na Fundação Osvaldo Cruz no Rio de Janeiro, em Pediatria pelo Hospital de Base do Distrito Federal e em Administração Hospitalar pelo Instituto São Camilo, além de ter estagiado na Escola Superior de Guerra. Médico e diretor do Hospital Regional de Taguatinga, trabalhou no Instituto Nacional de Assistência Médica da Previdência Social (INAMPS) e prestou serviços também no Piauí.
Eleito deputado federal pelo PDS em 1982, votou contra a Emenda Dante de Oliveira em 1984, mas escolheu Tancredo Neves no Colégio Eleitoral em 1985. A seguir migrou para o PFL e ficou na primeira suplência ao buscar a reeleição em 1986. Em razão de um acordo envolvendo seu irmão Juarez Tapety, foi secretário de Saúde no segundo governo Alberto Silva.
Disputou sua última eleição em 2006 quando foi candidato a deputado federal pelo PDT, mas não venceu a disputa.